# Jan Osiński (1940–2018)
Jan Osiński (ur. 23 czerwca 1940 w Terespolu, zm. 21 listopada 2018 w Szczecinie) – polski ekonomista oraz działacz społeczny i partyjny. 

## Życiorys
W 1964 roku ukończył studia w Wyższej Szkole Ekonomicznej w Poznaniu na kierunku towaroznawstwo, w 1971 roku studia podyplomowe na kierunku zarządzanie w WSE we Wrocławiu oraz w 1978 roku podyplomowe studia pedagogiczne w Szczecinie. 
W latach 1964–1977 był zatrudniony w Wojewódzkim Przedsiębiorstwie Przemysłu Mięsnego w Szczecinie, gdzie pełnił funkcję wicedyrektora ds. ekonomiki i handlu. W maju 1977 roku na wniosek zarządu głównego Związku Zakładów Doskonalenia Zawodowego w Warszawie został powołany na stanowisko prezesa zarządu Wojewódzkiego Zakładu Doskonalenia Zawodowego w Szczecinie, którą to funkcję pełnił do 2005 roku, a następnie jako wiceprezes zarządu do śmierci w 2018 roku. W sumie w WZDZ w Szczecinie przepracował 41 lat.
Był członkiem prezydium Wojewódzkiej Rady Narodowej w Szczecinie w latach 1978–1989, członkiem prezydium i wiceprzewodniczącym WK Stronnictwa Demokratycznego w Szczecinie w latach 1974–1989 oraz członkiem Plenum Centralnego Komitetu Stronnictwa Demokratycznego w latach 1984–1988. Od 1988 roku pełnił funkcję wiceprzewodniczącego Krajowej Rady Związku ZDZ w Warszawie. 
Działał społecznie w wielu organizacjach takich jak m.in. Izba Rzemieślnicza Małej i Średniej Przedsiębiorczości w Szczecinie, Bank Spółdzielczy Rzemiosła w Szczecinie oraz Towarzystwo Przyjaciół Szczecina.

## Odznaczenia
Odznaczony m.in. Krzyżem Oficerskim (2002) oraz Kawalerskim (1986) Orderu Odrodzenia Polski, Medalem za Zasługi dla ZDZ, Złotą Honorową Odznaką Gryfa Zachodniopomorskiego, Złotym Medalem im. Jana Kilińskiego za Zasługi dla Rzemiosła Polskiego (2016) oraz Medalem Komisji Edukacji Narodowej.